# Almac
Almac fue una cadena de supermercados chilena, propiedad de Distribución y Servicio (D&S). Fue pionera en el formato de los supermercados en su país y a nivel latinoamericano.

## Historia

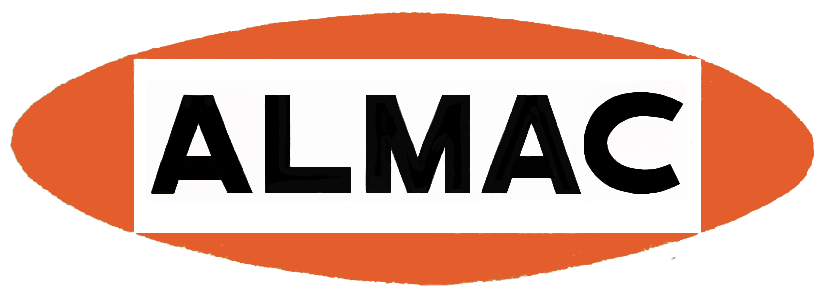
Primer logotipo de Almac (1957-1985).

Almac fue fundado en Santiago en 1953, por la Sociedad Comercial de Almacenes Ltda. (fundada el 19 de octubre de 1944), que años más tarde se transformaría en la empresa Distribución y Servicio (D&S), inaugurando su primer local bajo el formato de autoservicio el 17 de diciembre del mismo año en la calle Estado número 46; este formato, denominado «superette», llegó a tener 38 locales.
El primer local de Almac bajo el formato de supermercado de gran superficie abrió el 27 de abril de 1957 en Avenida Providencia 2162, en la comuna homónima, y dicho local fue el primero de su tipo en Chile y en Latinoamérica. En 1962 abrió un local en Vitacura, y para 1966 tenían cinco supermercados en Santiago. A medida que se fueron instalando los supermercados Almac, los «superettes» fueron cerrando.
En 1970 se inició la operación de autoservicios rodantes, consistentes en almacenes dentro de camiones, que se instalaban en diferentes poblaciones a fin de acercar los servicios de Almac a sectores que no contaban con supermercados; dicho sistema existió hasta 1976. Durante el gobierno de Salvador Allende ocurrió la toma de dos supermercados Almac, ubicados en Irarrázaval y Santa Julia, además de la bodega ubicada en la avenida Suecia; la sucursal de Santa Julia fue recuperada por sus dueños el 26 de septiembre de 1973, quince días después del golpe de Estado, reabriendo sus puertas el 8 de octubre.
Durante la segunda mitad de los años '70 Almac desarrolló un plan de expansión que involucró la construcción y apertura de nuevos supermercados en distintos sectores de Santiago; en abril de 1975 inauguró un local en Conchalí que abastecía a las poblaciones Juanita Aguirre y El Cortijo, y el 25 de septiembre del mismo año era abierta una nueva sucursal en la plaza Pedro de Valdivia en Providencia. En agosto de 1975 Almac introdujo en Chile el sistema de venta mediante cupones de descuento. El 28 de junio de 1979 fue inaugurado un nuevo supermercado Almac en un costado del centro comercial Los Cobres de Vitacura.
En abril de 1982 Almac abrió su primer supermercado dentro de un centro comercial, en el recientemente inaugurado Parque Arauco Shopping Center; el mismo año abrió una nueva sucursal en el centro comercial Plaza Lyon en Providencia. El 13 de septiembre de 1985, un incendio provocado por una explosión y combustión en el pasillo de la sala de ventas correspondiente a las ceras destruyó el supermercado Almac de avenida Apoquindo.
En septiembre de 2003, D&S reformuló sus marcas, terminando con el uso de las marcas Almac y Ekono el 24 de septiembre de ese año. Los locales que habían sido ocupados por estas marcas se convirtieron en Líder Express (actual Express de Líder). La marca Ekono sería revivida en 2007 y nuevamente terminada en 2018.

## Formatos
- Supermercados Almac
- Almac Express (supermercados de proximidad)
- Almac Fresh Market (1992-2003)